# Básico IV
Básico IV es un álbum en directo del grupo español Revólver, publicado por la compañía discográfica Compañía de Canciones el 10 de mayo de 2019. El disco fue grabado en el teatro Circo Price de Madrid en el cierre de gira del 25º aniversario de su primer Básico y fue anunciado por sorpresa durante la celebración del concierto. Supone la cuarta entrega en la serie de básicos, trece años después del lanzamiento de su predecesor, Básico 3 (2006), y además de canciones de la trayectoria profesional de Revólver, incluye dos temas inéditos, "Olvidé nuestra canción" y "No escupas al suelo".
Tras su lanzamiento, debutó en el puesto tres de la lista de álbumes más vendidos, publicada por PROMUSICAE. Básico IV fue publicado en formato disco-libro que incluye un CD de trece canciones y un DVD con dieciocho temas.

## Lista de canciones
Todas las canciones escritas y compuestas por Carlos Goñi. 
| CD  |                                         |          |  |
| N.º | Título                                  | Duración |  |
| 1.  | «Lisa y Fran»                           | 5:51     |  |
| 2.  | «Más tequila»                           | 4:41     |  |
| 3.  | «Frío en Madrid»                        | 7:00     |  |
| 4.  | «No escupas al suelo» (Tema inédito)    | 4:49     |  |
| 5.  | «Y pasa el tiempo»                      | 4:06     |  |
| 6.  | «21 gramos»                             | 5:05     |  |
| 7.  | «Eso de saber»                          | 4:05     |  |
| 8.  | «Blackjack»                             | 6:18     |  |
| 9.  | «Entre las nubes»                       | 4:48     |  |
| 10. | «Campanilla»                            | 5:20     |  |
| 11. | «Esperando mi tren»                     | 6:44     |  |
| 12. | «Olvidé nuestra canción» (Tema inédito) | 4:08     |  |
| 13. | «Si es por ti»                          | 6:42     |  |

| DVD |                                   |          |  |
| N.º | Título                            | Duración |  |
| 1.  | «Perdí lo que no tuve»            |          |  |
| 2.  | «Viaje a ninguna parte»           |          |  |
| 3.  | «Lisa y Fran»                     |          |  |
| 4.  | «Más Tequila»                     |          |  |
| 5.  | «Frío en Madrid»                  |          |  |
| 6.  | «No escupas al suelo»             |          |  |
| 7.  | «Y pasa el tiempo»                |          |  |
| 8.  | «21 gramos»                       |          |  |
| 9.  | «Eso de saber»                    |          |  |
| 10. | «Blackjack»                       |          |  |
| 11. | «Entre las nubes»                 |          |  |
| 12. | «Campanilla»                      |          |  |
| 13. | «Esperando mi tren»               |          |  |
| 14. | «Olvidé nuestra canción»          |          |  |
| 15. | «Si es por ti»                    |          |  |
| 16. | «Dentro de ti» (con Sole Giménez) |          |  |
| 17. | «Tu noche y la mía»               |          |  |
| 18. | «El roce de tu piel»              |          |  |

## Personal
- Carlos Goñi: voz, guitarra y armónica.
- Manuel Bagües: bajo.
- Josvi Muñoz: saxofón y clarinete.
- Edu Olmedo: batería.
- Julio Tejera: piano.
- Cuco Pérez: acordeón.
- Cristina Narea: coros.
- Mayte Pizarro: coros.

## Posición en listas
| País   | Semanas | Semanas | Semanas | Semanas | Semanas | Semanas | Semanas | Semanas | Semanas | Semanas | Semanas | Semanas | Ventas | Certificación |
| País   | 1       | 2       | 3       | 4       | 5       | 6       | 7       | 8       | 9       | 10      | 11      | 12      | Ventas | Certificación |
| ------ | ------- | ------- | ------- | ------- | ------- | ------- | ------- | ------- | ------- | ------- | ------- | ------- | ------ | ------------- |
| España | 3       | 16      | 31      | 26      | 42      | 52      | 60      | 64      | 73      | 90      | 86      | 78      |        |               |